# Makronia
Makronia là một thị trấn thống kê (census town) của quận Sagar thuộc bang Madhya Pradesh, Ấn Độ.

## Nhân khẩu
Theo điều tra dân số năm 2001 của Ấn Độ, Makronia có dân số 14.386 người. Phái nam chiếm 53% tổng số dân và phái nữ chiếm 47%. Makronia có tỷ lệ 73% biết đọc biết viết, cao hơn tỷ lệ trung bình toàn quốc là 59,5%: tỷ lệ cho phái nam là 80%, và tỷ lệ cho phái nữ là 65%. Tại Makronia, 16% dân số nhỏ hơn 6 tuổi.